# International Tinnitus Journal
International Tinnitus Journal ist eine wissenschaftliche Fachzeitschrift für den Bereich Medizin. Thematischer Schwerpunkt ist Linderung und nach Möglichkeit die Heilung von Tinnitus. Sie erscheint seit 1995. Herausgegeben wird sie vom Martha Entenmann Tinnitus Research Center am State University of New York Downstate Medical Center in Zusammenarbeit mit dem Neurootologischen Forschungsinstitut der 4-G-Forschung e. V., Bad Kissingen. Sie erscheint halbjährlich.
Im Jahr 2010 ging die Zuständigkeit für das International Tinnitus Journal an den the Association of Otorhinolaryngology of the Federal District (Brasilia, Brazil) und Carlos A. Oliveira (University of Brasilia) wurde als neuer Chefredakteur ernannt.